# 鈴木たまよ
鈴木 球予（すずき たまよ、1994年6月3日 - ）は、日本の女優。旧芸名、鈴木 たまよ（すずき たまよ）。
埼玉県出身。ヒラタオフィス所属。

## 略歴・人物
母親はソプラノ歌手。鈴木は「お芝居したい」と母親に言っていたが「高校卒業まで駄目」と言われ、反対を押し切り、17歳目前でヒラタオフィスのオーディションを受け、新人部「フラッシュアップ」に入る。インドネシアに留学し、1年ほど語学、文化、環境問題の勉強をした。
2017年にはオーディションを経てNHK連続テレビ小説『わろてんか』に「安来節乙女組」の一員・錦織あや役で出演した。
2022年4月、『週刊文春』で「女優の伊藤沙莉と交際中の劇作家蓬莱竜太が、舞台が終わり劇場を出た後に鈴木と韓国料理店で合流し酒を飲み演技指導をした。店を出た2人は鈴木の自宅マンションに入って夜を共にした」と報じられた。『週刊文春』の取材に鈴木は「飲んだ後の家での飲み直しで、普通な感じです」と述べた。
特技は日本舞踊、殺陣、インドネシア語（通訳レベル）、茶道、英語、和太鼓。

## 出演

### テレビドラマ
- 撃てない警官 第3話（2016年1月24日、WOWOW） - 辻井園美 役
- スーパーサラリーマン左江内氏 第1話（2017年1月14日、NTV）
- 先に生まれただけの僕 第8・9話（2017年12月2日・9日、NTV）
- 連続テレビ小説 わろてんか 第13・14週（2017年 - 2018年、NHK） - 錦織あや 役[2]
- 花のち晴れ〜花男 Next Season〜（2018年5月22日 - 、TBS） - 並木優花 役
- リーガルＶ〜元弁護士・小鳥遊翔子〜 第2話（2018年10月18日、EX）
- 獣になれない私たち 第6話・第7話（2018年11月14日・21日、NTV）
- コンフィデンスマンJP スペシャル・運勢編（2019年5月18日、フジテレビ）
- 僕はまだ君を愛さないことができる（2019年7月15日 - 、FOD・フジテレビ） - 真鶴愛 役
- 世にも奇妙な物語 秋の特別編 コールドスリープ篇（2019年11月9日、フジテレビ）- 木元苑子 役
- 大河ドラマ 麒麟がくる 第14話（2020年4月19日、NHK）
- ディア・ペイシェント〜絆のカルテ〜 第7回（2020年8月28日、NHK総合）- 勝俣あずみ 役
- おじさんはカワイイものがお好き。 第2話・第4話（2020年8月20日・9月3日）- まゆ 役
- オー!マイ・ボス!恋は別冊で 第10話（2021年3月16日、TBS）
- 二月の勝者-絶対合格の教室- 第2話・第3話・第8話・最終話（2021年10月23日・10月30日・12月4日・12月18日、日本テレビ）
- ファイトソング 第6話（2022年2月15日、TBS）- キャバ嬢 役
- 悪女（わる）〜働くのがカッコ悪いなんて誰が言った?〜（2022年4月13日 - 6月15日、日本テレビ）- 秋山葵 役

### 配信ドラマ
- でぶせん（2016年8月20日 - 、Hulu） - レギュラー 礼出井賀我子 役
- 君と世界が終わる日に Season4（2023年3月19日 - 、Hulu）[5]

### 映画
- 七つの会議（2019年2月1日、監督：福澤克雄）

### 舞台
- 愛愛愛の愛（2017年2月1日 - 5日、演出：瀬戸涼平）
- ロ字ック第十四回本公演『タイトル、拒絶』（2021年2月4日〜10日、下北沢 本多劇場）

### 広告
- 東芝 NFC搭載SDカード（2017年 - 2018年）
- バレンタインジャンボ宝くじ　（2018年）
- アデコ キャリアシード・ エル（2018年3月 - ）
- JR 北陸キャンペーン「Japanese Beauty Hokuriku」（2018年11月 - ）
- 楽天 ラクマ（2019年4月 - ）

### PV
- R指定 MINI ALBUM『日本アブノーマル協会』（2017年）